# Karl Jung (Jurist)

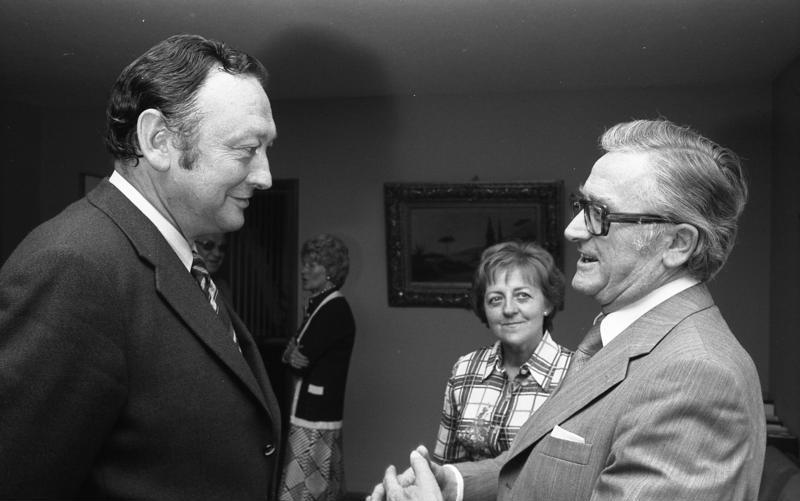
Karl Jung (links) 1974 beim Empfang bei Albert Pfitzer

Karl Jung (* 7. September 1930 in Oberbrechen, Hessen; † 13. Juli 2005 in Berlin) war ein deutscher Volljurist, Beamter und Staatssekretär im Bundesministerium für Arbeit. Bis Ende 2003 war er amtierender Vorsitzender des Bundesausschusses der Ärzte und Krankenkassen. Er wurde als „Vater der Pflegeversicherung“ bekannt. Karl Jung hat maßgeblich an der deutschen Sozialgesetzgebung mitgewirkt.

## Leben
Karl Jung begann nach seiner juristischen Ausbildung seine Laufbahn 1958 als Richter in Hessen. Bald wandte er sich dem Sozialrecht zu. Im Jahre 1961 wechselte er in das Bundesministerium für Arbeit, wo er, nach kurzer zwischenzeitlicher Tätigkeit für das Sozialministerium in Baden-Württemberg, 1983 als Ministerialdirektor die Leitung der Abteilung für Krankenversicherung und Gesundheitsversorgung übernahm. Damit hatte er eine Schlüsselposition der deutschen Sozialpolitik inne.

### Wirken als Beamter bzw. Staatssekretär
In den 1980er Jahren arbeitete Karl Jung intensiv daran, die über hundert Jahre alte Reichsversicherungsordnung, die bis dato die Angelegenheiten der gesetzlichen Krankenversicherung regelte, in das Fünftes Buch Sozialgesetzbuch (SGB V) zu überführen. Dieses trat 1989 mit dem Gesundheitsreformgesetz in Kraft. Mit diesem Gesetz wurden auch die Festbeträge für Arzneimittel geschaffen. Die Festbetragsregelung war lange Zeit rechtlich umstritten und erst 2002 bestätigte das Bundesverfassungsgericht Jungs Rechtsauffassung.
Mit der juristischen Entwicklung der Pflegeversicherung (SGB XI), gemeinsam mit dem damaligen Bundesarbeitsminister Norbert Blüm, der die politische Durchsetzung vorantrieb, setzte sich Karl Jung ein Denkmal. Er entwickelte die Pflegeversicherung als umlagefinanziertes Modell und setzte dieses in Zusammenarbeit mit Blüm in heftigen politischen Auseinandersetzungen um.
In den Jahren 1990 bis 1991 war Karl Jung erst als Berater des DDR-Ministerium für Gesundheitswesen tätig und übernahm nach der Wiedervereinigung die Leitung der Außenstelle Berlin des Bundesministeriums für Arbeit. Dort wirkte er maßgeblich an der Formulierung des Einigungsvertrages für den Bereich Arbeit und Soziales mit.
Für seine Verdienste wurde Jung 1994, ein Jahr vor seiner Pensionierung, zum Staatssekretär ernannt.

### Wirken als Vorsitzender des Bundesausschusses
Nach seinem Ausscheiden aus dem Bundesministerium für Arbeit 1995 übernahm Jung das Amt des Vorsitzenden des Bundesausschusses der Ärzte und Krankenkassen. Dort wirkte Jung an den Vorbereitungen für die Einführung der Arzneimittel-Festbeträge mit, mit welcher der Ausschuss per Gesetz beauftragt worden war. Im Jahr 2001 übernahm er zusätzlich den Vorsitz im Koordinierungsausschuss für gemeinsame Aufgaben der ambulanten und stationären ärztlichen Versorgung (gegründet durch das Gesundheitsreformgesetz 2000). Während seiner Tätigkeit als Vorsitzender wurden wichtige Entscheidungen getroffen, so z. B. die Umsetzung der strukturierten Behandlungsprogramme für chronische Erkrankungen sowie ca. 100 leistungsrechtliche Richtlinien für die Krankenkassen. Beide Ehrenämter übte Karl Jung bis zum 31. Dezember 2003 aus, als beide Gremien durch das GKV-Modernisierungsgesetz aufgelöst und ab 1. Januar 2004 durch den Gemeinsamen Bundesausschuss ersetzt wurden.
Ab Januar 2004 engagierte sich Jung als Errichtungsbeauftragter für eine geplante Stiftung für Prävention und Gesundheitsvorsorge sowie als Berater in Fragen der sozialen Sicherung, Gesundheitspolitik, Rehabilitation und Prävention.
Am 13. Juli 2005 verstarb Karl Jung infolge einer Lungenerkrankung in der Berliner Charité.

## Ehrungen
- Großes Bundesverdienstkreuz (13. Oktober 1995)[2]